# 硬币悖论

外部硬币完成了完整的旋转，在仅旋转了内部硬币的一半后又回到了相同的位置。完全沿内部硬币旋转将完成2次旋转。

硬币移动时边缘的单个点的路径是心脏线。

硬币悖论（英語：coin rotation paradox）是一种反直觉的现象，即当一枚硬币绕着另一枚相同大小的硬币的边缘滚动时，移动的硬币在绕着静止的硬币一圈后完成两个完整的转动。

## 描述
从桌子上两个相同的硬币开始，它们正面朝上并平行。保持硬币A静止，沿硬币A旋转硬币B，保持接触点不打滑。当硬币B到达对面时，两个正面将再次平行；硬币B进行了一次旋转。继续移动硬币B使其回到起始位置并完成第二次旋转。矛盾的是，硬币B滚动的距离等于其周长的两倍。
当硬币B旋转时，其周边上的每个点都形成（穿过）心脏线。

## 分析
从头到尾，移动硬币的中心沿圆形路径行进。静止硬币的边缘和所述路径形成两个同心圆。路径的半径是硬币半径的兩倍；因此，路径的周长是硬币周长的两倍。移动硬币的中心绕硬币周长两倍而不会滑动；因此，移动的硬币完成了两次完整的旋转。
移动的硬币在途中围绕自己的中心旋转的次数或方向对路径的长度没有影响。

## 不等半径和其他形状

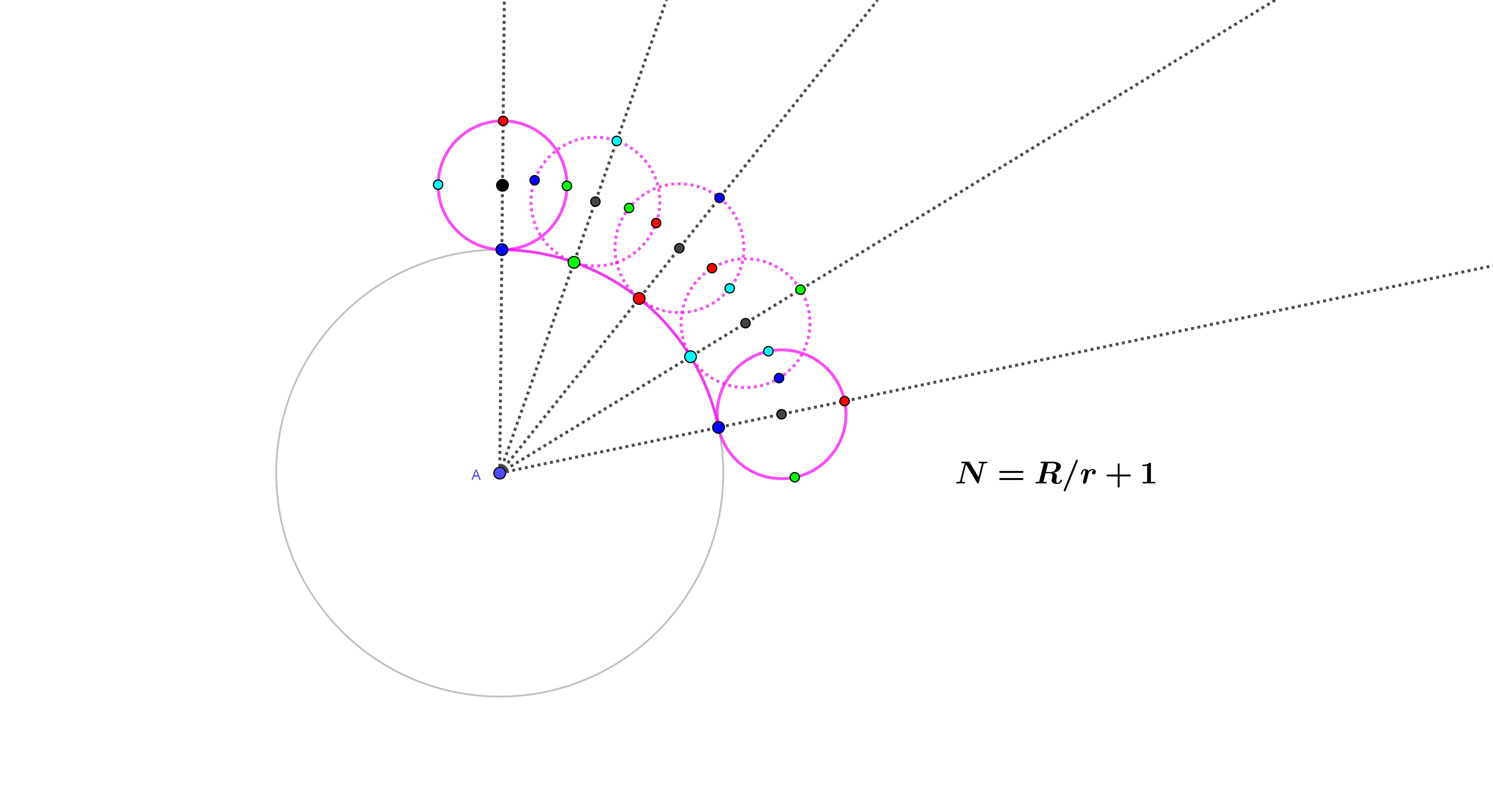
一枚小硬币绕着一枚大硬币旋转

一个半径为r的硬币绕着一个半径R的圆滚动，旋转R/r+1圈。那是因为滚动硬币的中心沿半径（或周长为(R+r)/r=R/r+1倍其自身半径（或周长）的圆形路径行进。在R=0的极限情况下，半径为r的硬币围绕其底部点进行0/r+1=1次简单旋转。
1982年5月1日的SAT考题就是关于这个问题的，由于人为失误，三名学生证明选项中没有正确答案后，不得不重新评分。
硬币滚动的形状不一定是圆形：当它是任何不相交的简单多边形或闭合曲线时，它们的周长比会增加一个额外的旋转。如果形状复杂，则增加（如果硬币在曲线内滚动则减少）的旋转次数是其旋转次数的绝对值。